# Aaltje Visser
Aaltje Visser (1851- november 1871) was de eerste vrouwelijke gediplomeerde apothekersbediende van Nederland.

## Biografie
Aaltje was dochter van apotheker Wieger Visser en Tjitske Harkema. Ze leefde in de tijd van minister Johan Rudolph Thorbecke. Zijn Wet op het Artsexamen dateerde van 1 juni 1865. Volgens art. 17 van de instructie voor apotheken konden alleen mannen apotheker worden. In 1868 werd de wet veranderd, waarna het voor vrouwen mogelijk werd om apothekersbediende te worden. Aaltje Visser was begin juli 1868 de eerste vrouw die haar examen haalde, een week later was Anna Maria Tobbe uit Zaandijk aan de beurt.
Aaltje overleed drie jaar later aan tyfus.